# Stigmatopteris killipiana
Stigmatopteris killipiana är en träjonväxtart som beskrevs av David Bruce Lellinger. Stigmatopteris killipiana ingår i släktet Stigmatopteris och familjen Dryopteridaceae. Inga underarter finns listade.